# Going the Distance
Going the Distance (br: Com o Pé na Estrada) é um filme canadense de 2004, do gênero comédia, dirigido por Mark Griffiths, escrito por Eric Goodman e Kelly Senecal. É um filme de estrada que se passa no Canadá, cujo slogan é Eles vieram, eles viram, eles venceram. O filme foi lançado no Canadá com o título Going the Distance, mas a ser lançado nos Estados Unidos o título foi expandido para National Lampoon's Going the Distance.
Foi produzido pela Brightlight Pictures e foi também o primeiro filme financiado (em parte) pela MuchMusic. Going the Distance foi uma estratégia de expansão de marca do canal de televisão para entrar no mercado de longa-metragens.

## Sinopse
Nick (Jacot), cuja vida parecia perfeita, percebe que poderia perder sua namorada para um famoso produtor musical (Priestley). Ele sai em uma excursão, com dois amigos, pela costa oeste do Canadá até o MuchMusic Video Awards em Toronto.

## Elenco
- Christopher Jacot - Nick
- Shawn Roberts - Tyler
- Ryan Belleville - Dime
- Jason Priestley - Swackhammer
- Joanne Kelly - Sasha
- Mayko Nguyen - Jill
- Kelli Garner - Brianna
- Avril Lavigne
- Gob
- Matt Frewer
- Prevail
- George Stroumboulopoulos
- Iris Graham
- Swollen Members